# Toyotomi Kunimatsu

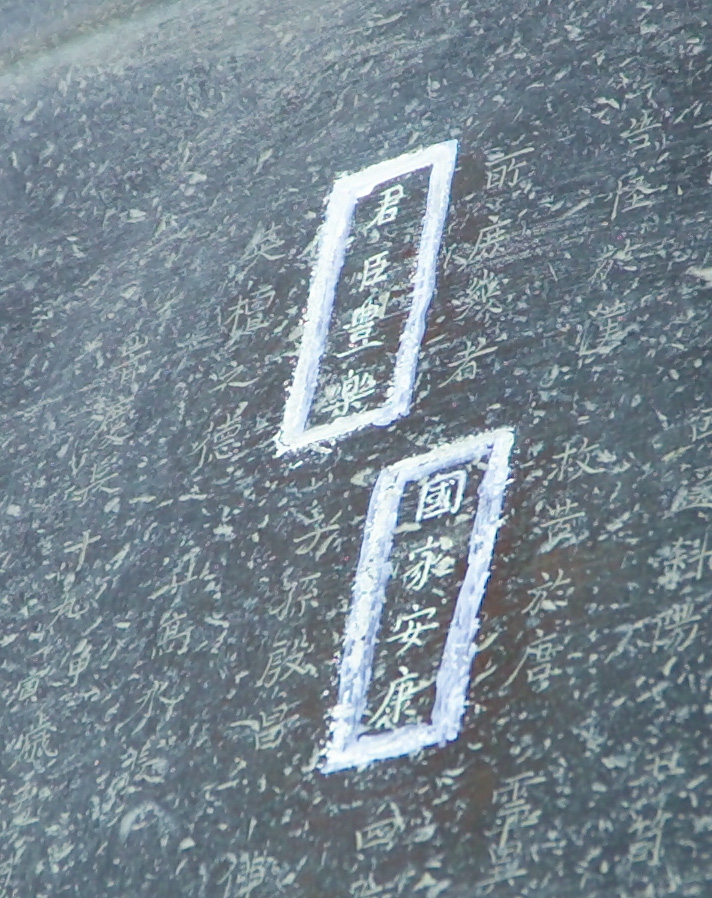
Inschrift auf einer Glocke, die zur Belagerung von Osaka führte

Toyotomi Kunimatsu (jap. 豊臣 国松; * 1608; † 19. Juni 1615 in Kyōto) war das letzte Oberhaupt des japanischen Toyotomi-Klans.

## Leben
Toyotomi Kunimatsu war der Sohn von Toyotomi Hideyori und dessen Ehefrau. Durch seine Mutter war er mit dem Tokugawa-Clan verwandt.
Nachdem sein Vater im Winter 1614 die Angriffe von Tokugawa Ieyasu auf die Burg Ōsaka erfolgreich zurückschlagen konnte, wurden er und seine Familie im darauf folgenden Jahr bei der Erstürmung der Burg gefangen genommen. Sein Vater beging am 5. Juni Seppuku, wie auch seine Großmutter. Seine Halbschwester und seine Mutter wurden in Klöster als Nonnen verbannt. Toyotomi Kunimatsu wurde vom Shōgun in die kaiserliche Hauptstadt Kyōto verschleppt und dort 14 Tage nach dem Suizid seines Vaters enthauptet.
Mit seinem Tod erlosch die männliche Linie der Toyotomis und die letzte Möglichkeit der Opposition gegen das Tokugawa-Shogunat.